# Belmont (Shetland)

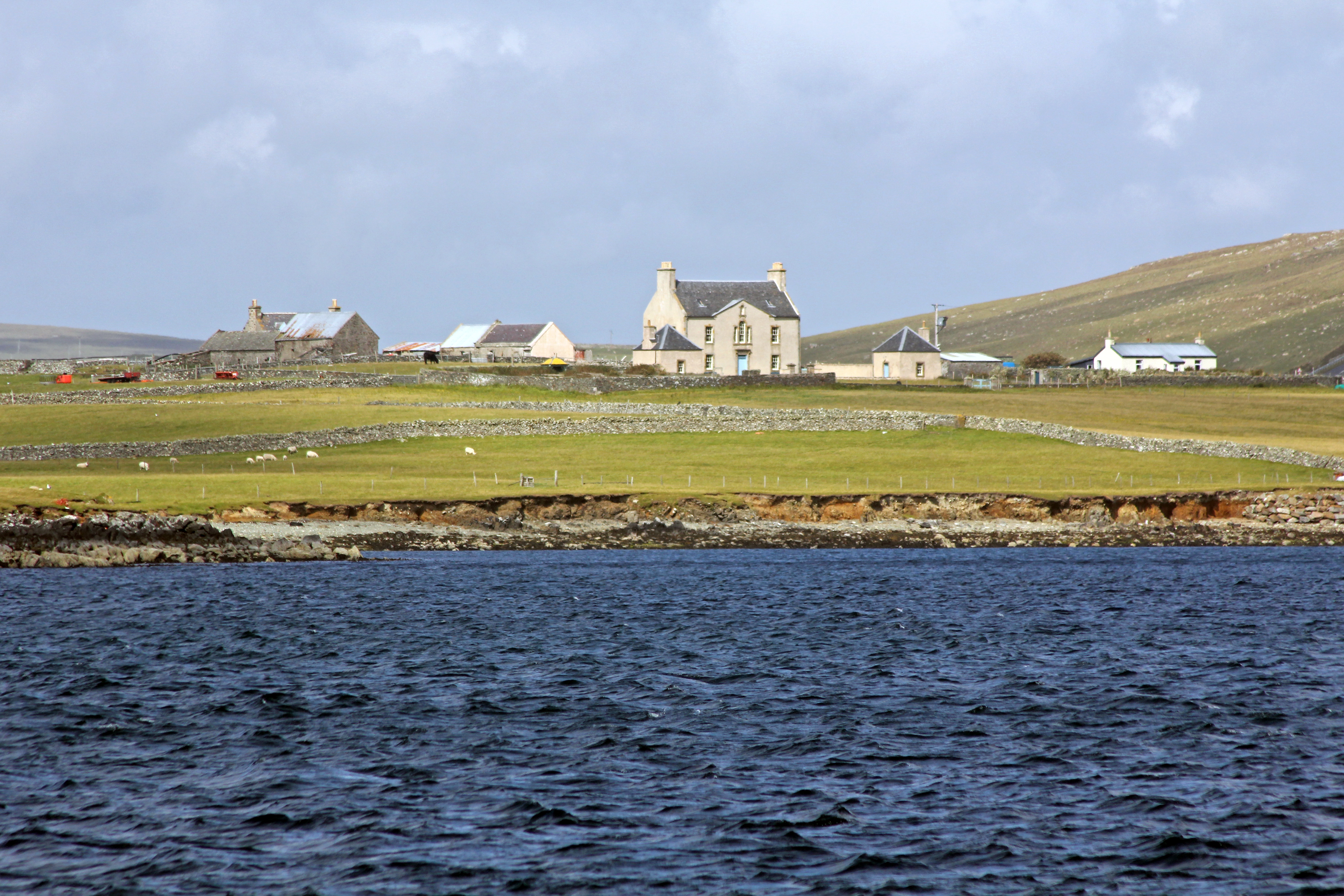
Belmont von der Fähre

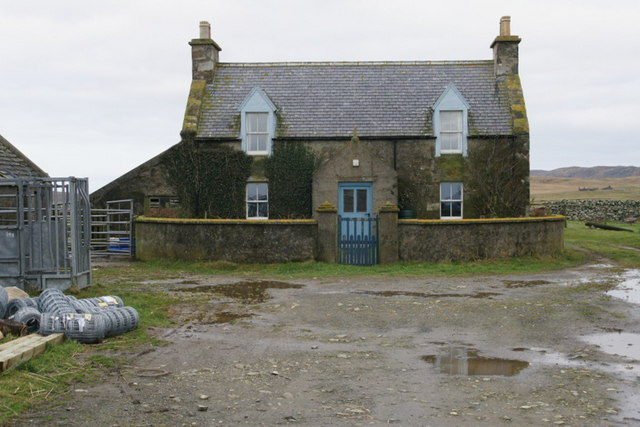
Bauernhof in Belmont

Belmont ist eine Ortschaft, die im Nordosten der zu Schottland zählenden Shetlands liegt.

## Geographie
Belmont liegt an der südwestlichen Küste der Insel Unst an der Meeresbucht Wick of Belmont, einem östlichen Ausläufer des Bluemull Sounds. Von hier verkehrt eine Fähre, die Unst mit Gutcher auf Yell verbindet. Im Westen liegt der kleine See Loch of Belmont. Die nächstgelegenen Ortschaften auf Unst sind das, mittlerweile verlassene Snarravoe im Norden und Uyeasound im Osten.

## Historisches
Im Rahmen der historischen Gliederung Schottlands in Civil Parishes zählt Belmont zu Unst. Am Rande des Ortes steht Belmont House, das als Listed Building der Kategorie A eingestuft worden ist.